# ITF Zagreb
Das ITF Zagreb (offiziell: Zagreb Ladies Open) ist ein Tennisturnier der ITF Women’s World Tennis Tour, das in Zagreb, Kroatien, auf Sandplatz ausgetragen wird.

## Siegerliste

### Einzel
| Jahr                        | Kategorie  | Siegerin              | Finalgegnerin          | Ergebnis        |
| --------------------------- | ---------- | --------------------- | ---------------------- | --------------- |
| 2005                        | $75.000    | Zuzana Ondrášková     | Zwetana Pironkowa      | 4:6, 6:4, 6:3   |
| 2006                        | $50.000    | Kyra Nagy (1)         | Tathiana Garbin        | 7:65, 3:6, 7:61 |
| 2007                        | $50.000    | Kyra Nagy (2)         | Ivana Lisjak           | 2:6, 7:63, 6:2  |
| 2008                        | $75.000    | Sofia Arvidsson       | Séverine Brémond       | 7:60, 6:2       |
| 2008                        | $75.000    | Petra Martić          | Yvonne Meusburger      | 6:2, 2:6, 6:2   |
| 2009                        | $75.000 +H | Sandra Záhlavová      | Anastasija Sevastova   | 6:1, 7:64       |
| 2010                        | $25.000    | Renata Voráčová       | Magda Linette          | 6:1, 4:6, 6:4   |
| 2011                        | $50.000 +H | Dia Ewtimowa          | Anastassija Piwowarowa | 6:2, 6:2        |
| 2012–2017 nicht ausgetragen |            |                       |                        |                 |
| 2018                        | $60.000    | Tereza Mrdeža         | Paula Ormaechea        | 2:6, 6:4, 7:5   |
| 2019                        | W60 +H     | Maryna Tschernyschowa | Réka Luca Jani         | 6:1, 6:4        |
| 2020                        | W25        | Ana Konjuh            | Tereza Mrdeža          | 6:4, 6:2        |
| 2021                        | W60        | Anhelina Kalinina     | Kamilla Rachimowa      | 6:1, 6:3        |
| 2022                        | W60        | Jule Niemeier         | Réka Luca Jani         | 6:2, 6:2        |
| 2023                        | W60        | Jaqueline Cristian    | Ella Seidel            | 6:1, 3:6, 7:60  |

### Doppel
| Jahr                        | Kategorie  | Siegerinnen                                 | Finalgegnerinnen                             | Ergebnis          |
| --------------------------- | ---------- | ------------------------------------------- | -------------------------------------------- | ----------------- |
| 2005                        | $75.000    | Lucie Hradecká Vladimíra Uhlířová           | Daniela Klemenschits Sandra Klemenschits     | 6:2, 6:2          |
| 2006                        | $50.000    | Michaela Paštiková Hana Šromová             | Olga Blahotová Lucie Hradecká                | 4:6, 6:1, 6:2     |
| 2007                        | $50.000    | Karolina Jovanović Anastassija Poltorazkaja | Danica Krstajić Teodora Mirčić               | 0:6, 6:4, 6:1     |
| 2008                        | $75.000    | Melinda Czink Sunitha Rao                   | Stéphanie Foretz Jelena Kostanić Tošić       | 6:4, 6:2          |
| 2008                        | $75.000    | Maret Ani Jelena Kostanić Tošić             | Julija Bejhelsymer Stefanie Vögele           | 6:4, 6:2          |
| 2009                        | $75.000 +H | Darija Jurak Renata Voráčová                | Jelena Tschalowa Anastassija Poltorazkaja    | 6:2, 7:5          |
| 2010                        | $25.000    | Mailen Auroux Nataša Zorić                  | Ani Mijačika Ana Vrljić                      | 7:5, 5:7, [14:12] |
| 2011                        | $50.000 +H | Maria João Koehler Katalin Marosi           | Maria Abramović Mihaela Buzărnescu           | 6:0, 6:3          |
| 2012–2017 nicht ausgetragen |            |                                             |                                              |                   |
| 2018                        | $60.000    | Andrea Gámiz Aymet Uzcátegui                | Elena Bogdan Alexandra Cadanțu               | 6:3, 6:4          |
| 2019                        | W60 +H     | Anna Bondár Paula Ormaechea                 | Amandine Hesse Daniela Seguel                | 7:5, 7:5          |
| 2020                        | W25        | Silvia Njirić Dejana Radanović              | Valentini Grammatikopoulou Ana Sofía Sánchez | 4:6, 7:5, [10:8]  |
| 2021                        | W60        | Barbara Haas Katarzyna Kawa                 | Andreea Prisăcariu Nika Radišić              | 7:61, 5:7, [10:6] |
| 2022                        | W60        | Anastasia Dețiuc Katarina Sawazka           | Lina Gjorcheska Irina Chromatschowa          | 6:4, 6:75, [11:5] |
| 2023                        | W60        | Valentini Grammatikopoulou Dalila Jakupović | Carole Monnet Antonia Ružić                  | 6:3, 7:5          |